# شارلی برار
شارلی برار (فرانسوی: Charly Bérard‎؛ زادهٔ ۲۷ سپتامبر ۱۹۵۵) دوچرخه‌سوار اهل فرانسه است.